# Aguê
Aguê (em fon Age) ou Abê (em fon, Agbe), na mitologia fon, é o quinto filho de Mawu, responsável por supervisionar a agricultura e as florestas. É também a divindade que reina sobre todos os animais. Na Umbanda, é definido como vodum da caça e protetor das florestas.